# Пасторек, Богумил
Богумил Пасторек известный, как Богуш Пасторек (чеш. Bohumil Pastorek; 25 октября 1928, Валашска-Бистршице, Чехословакия (ныне района Всетин, Злинский край) — 22 января 2010, Прага, Чехия) — чешский и чехословацкий актёр театра и кино, драматург. Заслуженный артист Чехословакии (1984).

## Биография
Сын шахтёра, члена Социал-демократической партии (позже Коммунистической партии Чехословакии). Получил профессию портного, во время войны работал на швейной фабрике. С 1947 года — член Коммунистической партии Чехословакии.
С молодости интересовался театром. После войны играл в полупрофессиональном пльзеньском ансамбле «Страж мира» (Stráž míru). В 1945—1949 годах играл в любительском театре. Был призван на службу в армию, где также продолжал актёрскую деятельность в военном ансамбле.
В 1952—1954 годах работал в различных профессиональных моравских региональных театрах — «Словацкий театр» в Угерске-Градиште, с 1954 года — в «Рабочем театре» в Готвальдове, в 1960—1962 годах — театре О. Стибора в Оломоуце.
С 1962 до 1989 года выступал на сцене Реалистического театра в Смихове. Играл в классических и современных пьесах («Наша ярость», Тартюф, «Смерть коммивояжера», «Осел и тень», «Августовское воскресенье» и др.). Играл роль Ленина в пьесе «Кремлёвские куранты» Николая Погодина.
Снимался в кино и на телевидении. Участвовал в 30 фильмах. Наиболее известен как актёр, игравший Клемента Готвальда, руководителя Коммунистической партии Чехословакии, премьер-министра и президента Чехословакии.
Автор нескольких радиоспектаклей. Сочетал свою художественную деятельность с активной работой в аппарате КПЧ.

## Награды
- Медаль «За доблестный труд» (1970)
- Медаль «За доблестный труд в ознаменование 100-летия со дня рождения В. И. Ленина» (1970)
- Памятная медаль к 50-летию образования Коммунистической партии Чехословакии (1971)
- Памятная медаль к 25-летию Победного февраля (1973)
- Премия Антонина Запотоцкого (1974)
- Медаль «За заслуги в социалистическом строительстве» (1978)
- Медаль за строительство Праги (1983)
- Заслуженный артист Чехословакии (1984).

## Избранная фильмография
- 1982 — Дипломат (телевизионный фильм)
- 1980 — Анна-пролетарка (телевизионный фильм)
- 1976 — Солдаты свободы — Клемент Готвальд
- 1976 — Освобождение Праги — Клемент Готвальд
- 1974 — Соколово — Клемент Готвальд
- 1973 — Дни предательства — Клемент Готвальд
- 1972 — Персональное задание
- 1972 — Золотая свадьба
- 1968 — Все добрые земляки
- 1967 — Сегодня Доминика именинница
- 1966 — Смерть за занавесом